# Stjepan Najman
Stjepan Najman (Valpovo, 19. kolovoza 1954.), hrvatski enigmat, publicist i proučavatelj zavičajne povijesti (Valpovština).

## Životopis
U enigmatici je, kao odgonetač, od osnovne škole. Sastavljanjem zagonetaka bavi se od 1978. godine, kada mu je objavljen prvi rad (premetaljka) i to u bjelovarskom listu Čvor-razbibriga. Od tada je objavio tisuću radova; najviše križaljki i osmosmjerki. Surađivao je i surađuje u pedesetak zagonetačkih i nezagonetačkih listova.
Proučava povijest zavičaja - Valpova i Valpovštine. Pokrenuo je časopis Valpovački godišnjak 1996. godine, koji uređuje i u kojem je objavio 120 članaka. Članke s tematikom povijesti Valpovštine objavljuje i u sličnim izdanjima kao npr. Hrvatska revija, Revija Đakovačkih vezova, Petrijevački ljetopis, Godišnjak njemačke narodnosne zajednice i drugima. Tajnik je Ogranka Matice hrvatske u Valpovu od svibnja 1993. godine.

## Djela
- Matica hrvatska Valpovo 1971. – 2001., Valpovo, 2001.
- Nogometni klub Valpovka Valpovo 1926. – 2006., Valpovo, 2006.
- Dobrovoljno vatrogasno društvo Valpovo od 19. do 21. stoljeća, Valpovo, 2007.
- Stoljeće valpovačke gimnastike, Valpovo, 2007.
- Povijest Puhačkog orkestra DVD-a Valpovo, Valpovo, 2010.
- Kazalište mladih Belišće, Belišće, 2013.
- Valpovčice, Valpovo, 2017.
- Ogranak Matice hrvatske u Valpovu 2001. - 2020., Valpovo, 2021.
- Ovo plavo Valpovo (Enigmatska povijest grada Valpova), Valpovo, 2022.

## Nagrade i priznanja
Povodom Dana grada Valpova (8. prosinca) primio je priznanje Grada Valpova "Plaketa Matija Petar Katančić" za 2003. godinu, za doprinos u kulturi, a 2017. priznanje za životno djelo Zlatna plaketa Pečat Grada Valpova.
Na Glavnoj skupštini (Rijeka, lipanj 2018.) Matica hrvatska (Središnjica Zagreb) dodijelila je srebrnu povelju Ogranku MH u Valpovu za knjigu Valpovčice autora Stjepana Najmana.